# Táplálásterápia
A táplálásterápia az orvostudományban egyre jelentősebb helyet kihívó terápiás terület, mely az egyes betegségek speciális terápiáját kíséri, annak hatékonyságát növeli. A táplálásterápia célja: a beteg jó tápláltsági állapotának megőrzése annak érdekében, hogy egy vagy több tápanyag hiánya ne hátráltassa a gyógyulást.
A táplálásterápia során orvosi felügyelet mellett rendszeresen rögzítésére kerül a beteg testsúlyváltozása, valamint a hagyományos táplálkozás útján elfogyasztott táplálék. Amennyiben a megfelelő energia- és tápanyagbevitel ily módon nem biztosítható, akkor az orvos speciális tápszert rendel páciense számára, hogy a fennálló körülmények ideje alatt se romoljon a tápanyagellátása.

## Betegségek, amelyekben kiemelten szerepet kap
A táplálásterápia kiemelt szerepet játszik azokban az esetekben, amikor a beteg hosszabb-rövidebb ideig:
- rágási és nyelési problémával küzd (például szájüregi betegségben, állkapocstörésben)
- lelki okok miatt nem akar enni (például anorexia, depresszió)
- állapota miatt nem képes enni (például kóma, súlyos műtétet v. balesetet követően)
- fokozott energiafelhasználással járó betegségben szenvednek, amit normál táplálkozás útján, sem mennyiségileg, sem minőségileg nem képesek elfogyasztani (például daganatos betegségek, COPD, felfekvés, súlyos fertőzés)
- emésztési-, felszívódási zavarral küzdők (például gyulladásos bélbetegség, sipolyok)

Annak függvényében, hogy a szükséges tápanyagot a szervezet mely részébe és milyen módon juttatják be, a táplálás két fő fajtáját különböztethetjük meg.

## A táplálás fajtái

### Enterális táplálás
Az enterális táplálás során a meghatározott mennyiségű és minőségű táplálékot, folyékony formában az emésztőrendszerbe juttatják. Azokban az esetekben, amikor a beteg tud szájon át folyadékot fogyasztani, akkor egyszerűen iható tápszer formájában történik a táplálás. Amikor azonban a beteg nem tud inni sem, akkor egy speciális eszköz (szonda, PEG, PEJ) segítségével a gyomor-bél rendszer adott részeibe juttatják a szükséges tápanyagokat. Ezt szondatáplálásnak nevezik.

### Parenterális táplálás
A parenterális táplálás során a tápanyagbevitel intravénásan történik, ami a beadás ideje alapján lehet folyamatos vagy ciklikus.